# NGC 7166
NGC 7166 (również PGC 67817) – galaktyka eliptyczna (E-S0), znajdująca się w gwiazdozbiorze Żurawia. Odkrył ją John Herschel 5 września 1834 roku.